# 디오네 (위성)
디오네(Dione)는 토성의 위성으로 이탈리아의 천문학자인 조반니 도메니코 카시니가 1684년에 발견했으며 그리스 신화의 거신족 디오네의 이름을 붙였다.
다른 이름인 토성 IV라고 부르기도 한다

## 이름
카시니는 그가 발견한 토성의 위성 4개(테티스, 레아, 디오네, 이아페투스)에 루이 14세에게 경의를 표하는 의미에서 루이의 별들(Sidera Lodoicea)이라는 명칭을 붙였다. 이들 위성들에는 이후 발견된 타이탄까지 포함하여 토성 I에서 토성 V까지 로마 숫자가 붙었고 천문학계에서는 관례적인 이름이 되었다. 1789년 미마스와 엔셀라두스가 발견되면서 토성 VII까지 번호가 늘었다.
토성의 주요 일곱 개 위성 이름은 윌리엄 허셜(엔셀라두스와 미마스를 발견)의 아들 존 허셜이 붙인 것이다. 존 허셜은 자신의 1847년 작품 《희망봉에서 만들어진 천체 관측 결과》에서 일곱 위성에 그리스 신화에 나오는 크로노스의 형제자매인, 거신족의 이름을 붙였다.

## 궤도
디오네의 궤도 반장축은 지구의 달과 2% 밖에 차이가 나지 않는다. 하지만 토성의 압도적인 질량 탓에 공전 주기는 달의 10분의 1이고, 토성의 또다른 위성인 엔셀라두스와 1:2의 궤도 공명을 하고 있다 - 엔셀라두스가 2번 공전하는 동안 디오네는 1번 공전한다 - 이 궤도 공명 탓에 엔셀라두스의 궤도 이심률이 생겨나게 되었다. 또한 조석력에 의한 가열로 엔셀라두스 내부의 지질 활동이 활발하게 일어나 수증기를 내뿜거나, 내부에 물이 있다는 증거가 포착되고 있다

## 물리적 특성

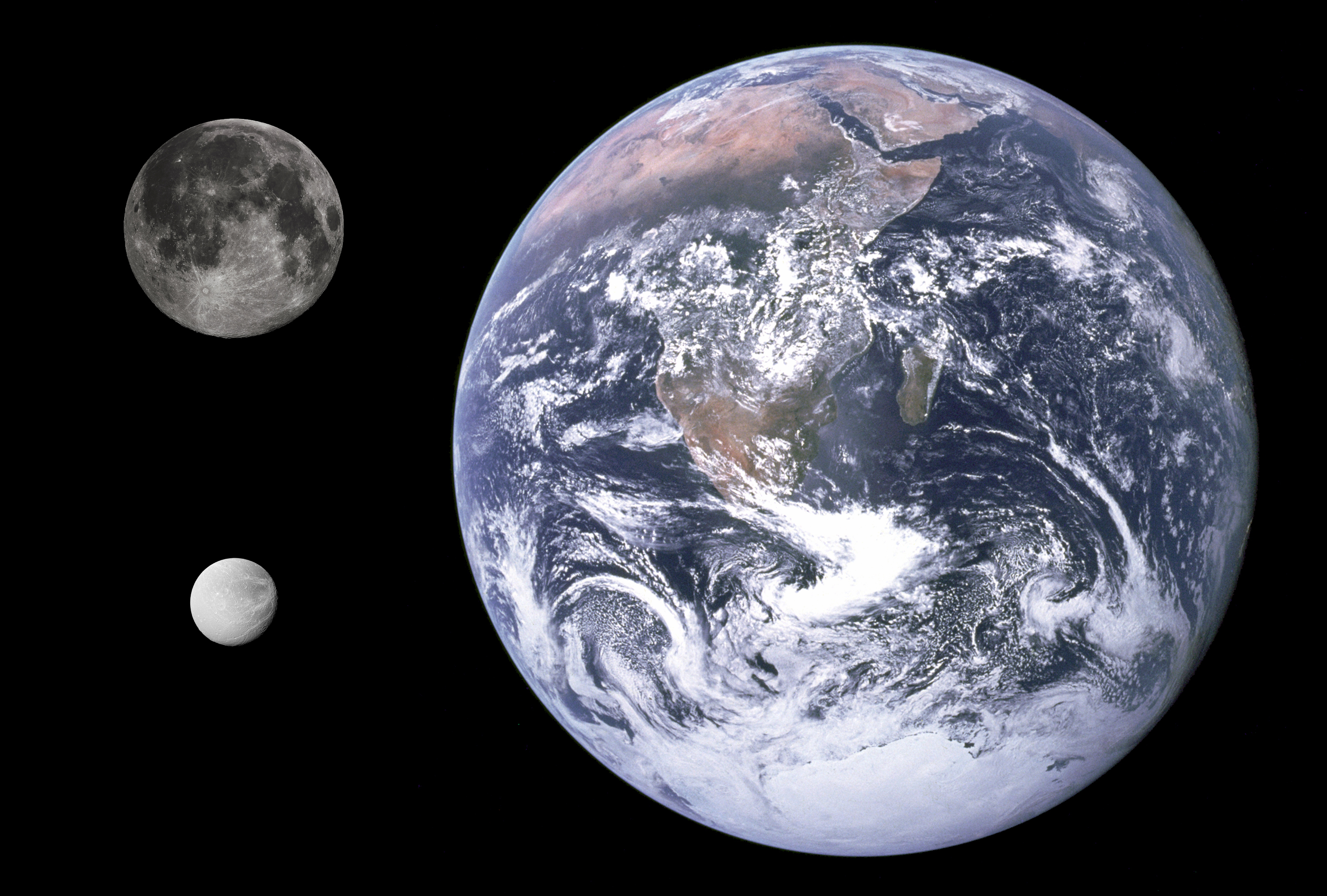
디오네와 지구, 달의 크기 비교

직경은 1,123km로 태양계에서 15번째로 큰 위성이다. 비슷한 크기의 위성들에 비해 질량이 큰 편으로, 질량의 30~50%는 물얼음이고, 핵은 규산암일 것으로 추측하고 있다
디오네는 토성의 또다른 위성인 레아에 비해 크기가 작고 밀도는 크지만, 굉장히 비슷하다. 반사율도 비슷하고 사진으로만 봤을 때, 분간이 힘들 정도로 비슷하게 생겼으며, 표면에 크레이터가 많은 것도 닮았다.

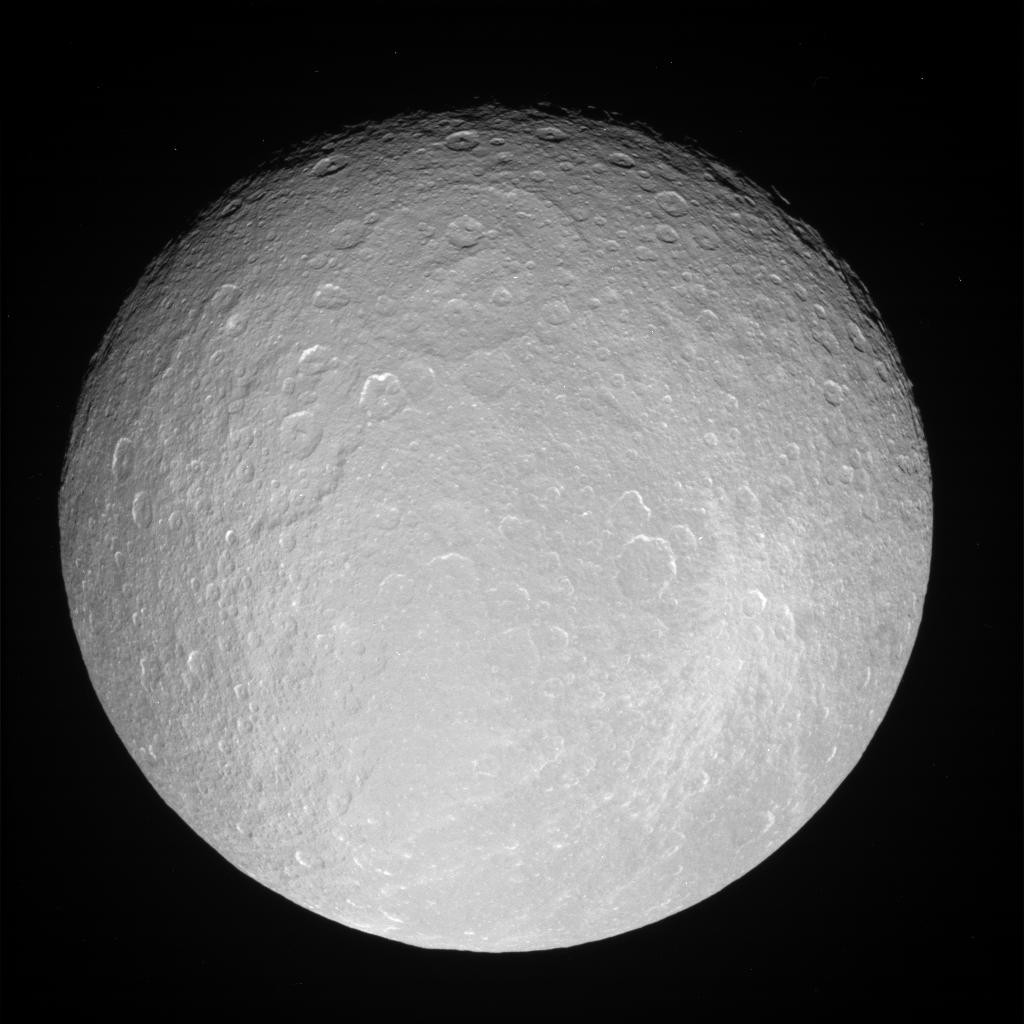
카시니 탐사선이 촬영한 레아의 모습, 디오네와 구별이 힘들 정도로 닮았다

디오네의 컬러 평면지도

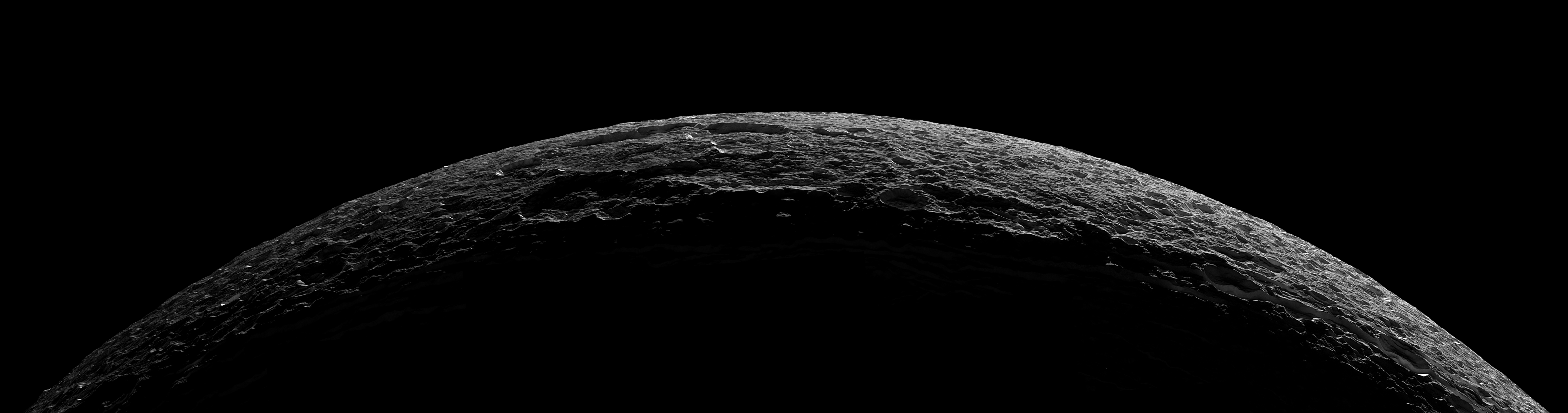
카시니 탐사선이 촬영한 디오네의 모습, 모양이 초승달과 닮았다

## 같이 보기
- 행성
- 헬레네 (위성)
- 폴리데우케스 (위성)